# Iulius Alexander (Rebell)
Iulius Alexander († 190 oder 191) war ein römischer Rebell, der sich in Emesa gegen Kaiser Commodus erhob.
Alexander entstammte einer angesehenen Familie der syrischen Stadt Emesa, die möglicherweise mit dem Haus des Iulius Bassianus und der Iulia Domna verwandt war, aus dem die späteren Kaiser Elagabal und Severus Alexander hervorgingen. In seiner Heimatstadt machte er Karriere als Venator bei Tierhetzen im Amphitheater. 
Dem Bericht des römischen Geschichtsschreibers Cassius Dio zufolge provozierte Alexander den Argwohn des Commodus, indem er in der Arena einen Löwen vom Pferd aus mit dem Speer zur Strecke brachte. Der Kaiser, der diese exklusive Form der Tierhatz in Rom selbst praktizierte und sich bei seinen Auftritten in Herkules-Manier ein Löwenfell umlegte, dürfte diese „Heldentat“ als Angriff auf seine Autorität interpretiert haben. Ein Exekutionskommando wurde nach Emesa entsandt, doch ließ Alexander die Soldaten ebenso umbringen wie seine übrigen Widersacher in der Stadt; die Historia Augusta spricht ausdrücklich davon, dass Alexander eine Rebellion anzettelte und somit möglicherweise eine Usurpation der Kaiserwürde beabsichtigte. Sein anschließender Fluchtversuch zu Pferde wurde allerdings vereitelt: Als Alexander gestellt wurde, nahm er sich und seinem jungen Geliebten, der ihn begleitet hatte, das Leben.